# 페리디스쿠스과
페리디스쿠스과(Peridiscaceae)는 범의귀목에 속하는 속씨식물과의 하나이다. 4개 속(Medusandra, Soyauxia, Peridiscus, Whittonia)으로 구성되어 있다. 이 과 식물은 일종의 격리분포를 보이는 데, 페리디스쿠스속은 베네수엘라와 브라질 북부 지역에, 위트토니아속은 기아나에, 메두산드라속(Medusandra)은 카메룬에, 소이아욱시아속(Soyauxia)은 서아프리카의 열대 기후 지역에 분포한다.
가장 큰 속은 약 7종을 보유하고 있는 소이아욱시아속이다. 메두산드라속은 2종을 페리디스쿠스속과 위토니아속은 각각 1종을 지니고 있다. 페리디스쿠스과의 종들은 작은 나무 또는 직립 관목으로 습윤 열대 숲에 자생한다.
2009년까지는 4개 속 모두 하나의 과에 통합되어 있지 않았다. 페리디스쿠스속과 위토니아속은 확실히 밀접한 관계에 있다. 

## 속
- Medusandra Brenan
- Peridiscus Benth.
- Soyauxia Oliv.
- Whittonia Sandwith

## 계통분류
|  | Soyauxia                                                 |
|  |                                                          |
|  | \| \| Peridiscus \| \| \| \| \| \| Whittonia \| \| \| \| |
|  |                                                          |
|  | Peridiscus                                               |
|  |                                                          |
|  | Whittonia                                                |
|  |                                                          |

|  | Peridiscus |
|  |            |
|  | Whittonia  |
|  |            |

|  | Soyauxia                                                 |
|  |                                                          |
|  | \| \| Peridiscus \| \| \| \| \| \| Whittonia \| \| \| \| |
|  |                                                          |
|  | Peridiscus                                               |
|  |                                                          |
|  | Whittonia                                                |
|  |                                                          |

|  | Peridiscus |
|  |            |
|  | Whittonia  |
|  |            |